# Buprestis nutalli
Buprestis nutalli är en skalbaggsart som beskrevs av Kirby 1837. Buprestis nutalli ingår i släktet Buprestis och familjen praktbaggar. Inga underarter finns listade i Catalogue of Life.